# Серунденг
Серунде́нг (індонез. serundeng ə [s] ( прослухати)) — приправа, яка широко застосовується в індонезійській кухні, що представляє собою дрібну стружку м'якушу кокосового горіха, просмажену з різними спеціями. Є традиційним кулінарним спеціалітетом острова Ява, популярним і в багатьох інших регіонах Індонезії.
Серунденгом часто посипають готові страви — варений рис, різні супи і тушковані страви. Крім того, він широко використовується при обсмажуванні м'яса, курятини, риби, тофу та деяких інших продуктів. При цьому страва, приготовлена в серунденгу, також називається серунденгом з відповідним уточненням — м'ясний серунденг, креветковий серунденг. (індонез. serundeng daging, serunderng udang).

## Походження та поширення

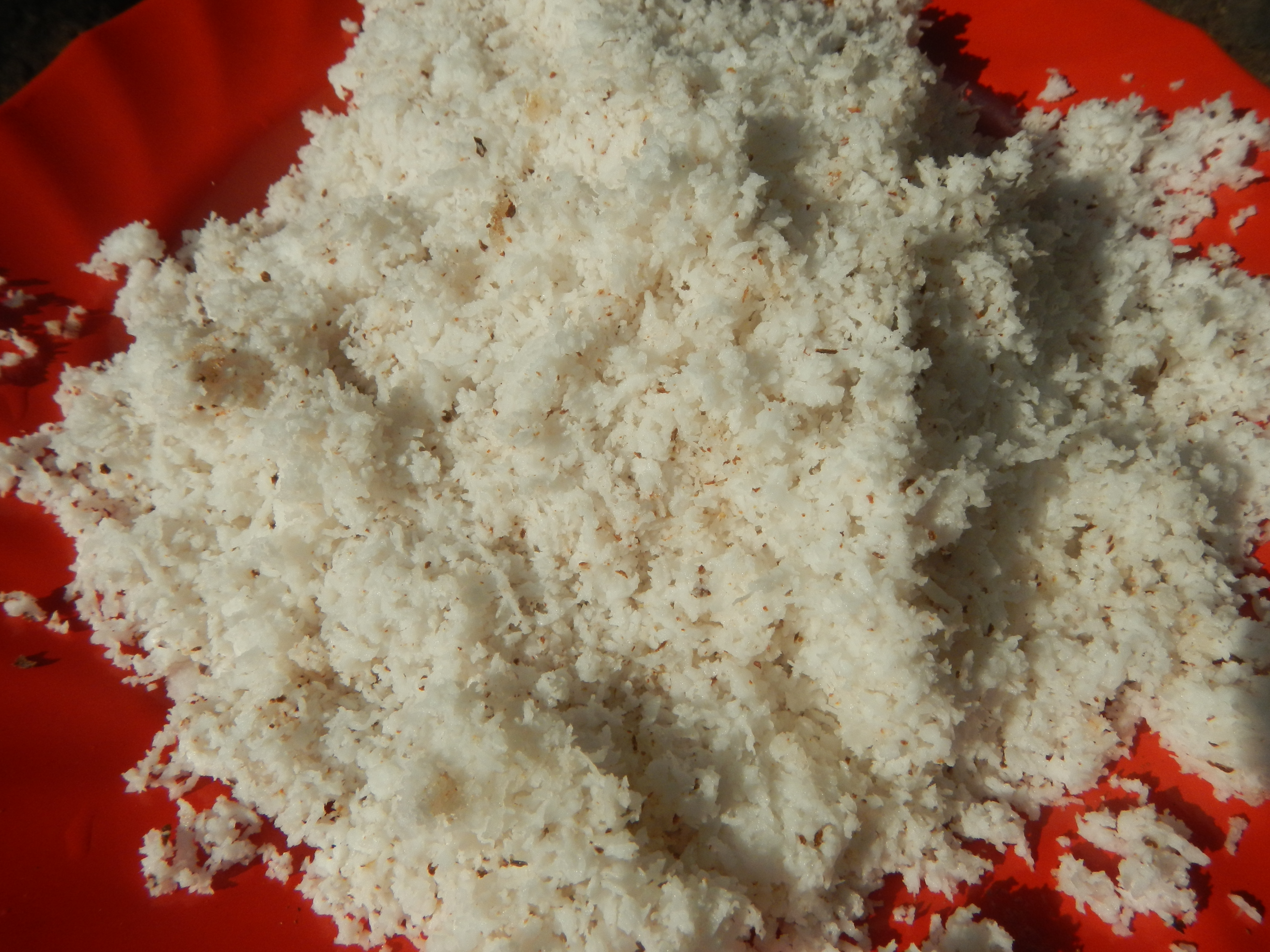
Тертий м'якуш кокосу — вихідний продукт для серунденгу

Серуденг традиційно є одним з основних способів кулінарної обробки м'якушу кокосового горіха, який історично належить до найуживаніших продуктів у раціоні мешканців Малайського архіпелагу. Відомо, що ця приправа широко використовувалася місцевим населенням ще в період Нідерландської колонізації Індонезії. Більше того, вона увійшла до арсеналу «ост-індської» кухні, що сформувалася в середовищі колонізаторів, що поєднувала як індонезійські, так і європейські елементи. Зокрема, страви, приготовлені з серунденгом або приправлені ним, стали популярними складниками рійстафелю — комплексного обіду з декількох поданих одночасно страв, деякої подобі сучасного шведського столу, введеного в ужиток голландцями в період їх панування в Індонезії і який зберігає певну популярність у сучасних Нідерланди і, меншою мірою, в самій Індонезії, а також у деяких країнах, що були в різний час Нідерландськими колоніями.
Нині серунденг популярна приправа в різних районах Індонезії. Найзначніше місце вона займає в яванській кухні, яка об'єднує кулінарні традиції населення Центральної і Східної Яви і є серед основних регіональних складників індонезійської кухні..

## Приготування

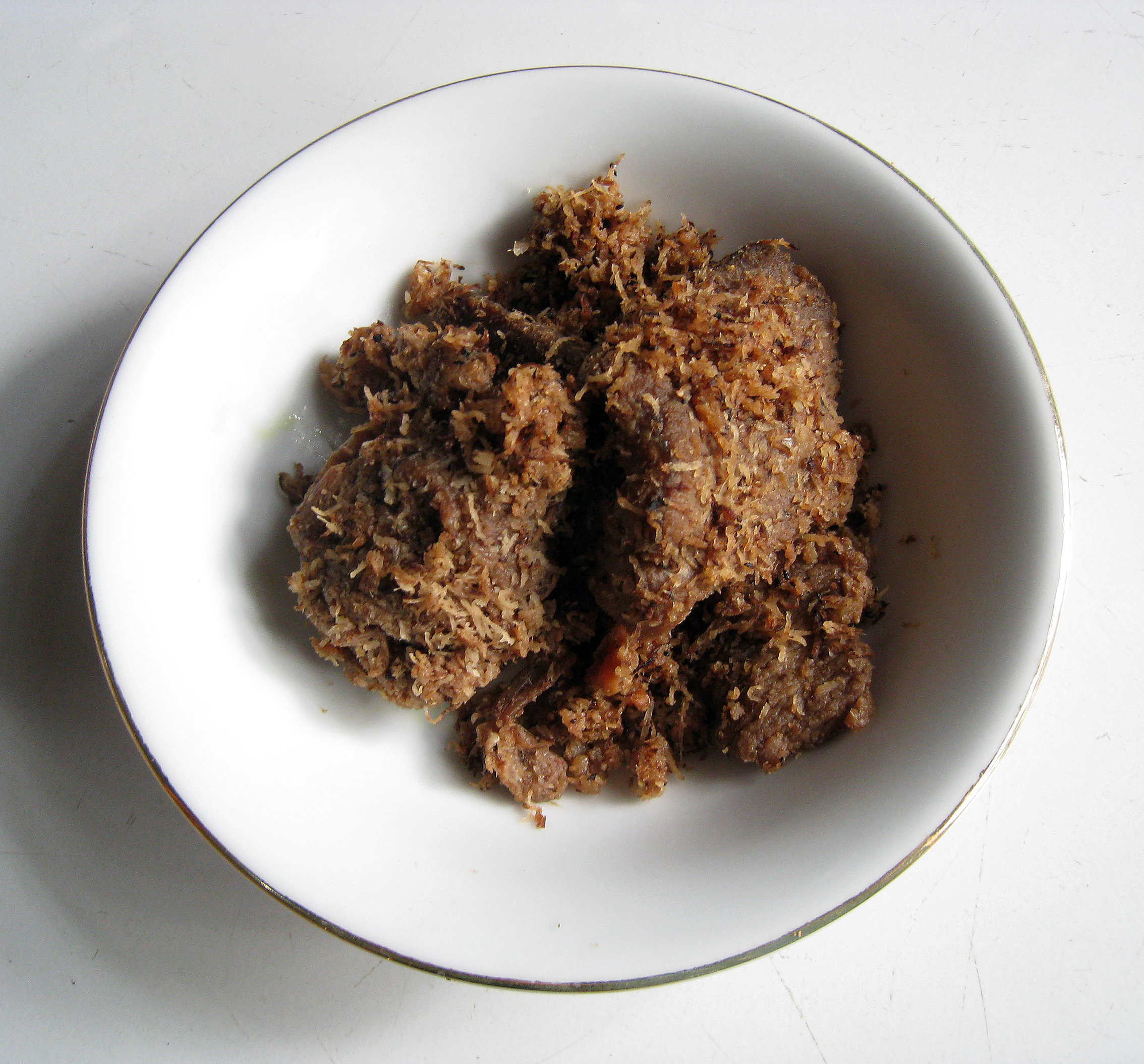
Яловичина, приготовлена у серундензі

Вихідною сировиною для серунденгу є м'якуш молодого кокосу, перероблений на дрібну стружку. У минулому для його подрібнення використовувалися спеціальні скребки, в сучасних умовах в хід ідуть тертки або блендери. Крім того, готова кокосова стружка продається в Індонезії як на традиційних ринках, так і в продовольчих магазинах сучасного типу.
До кокосової стружки додається певний набір спецій, прянощів та інших смакових добавок, склад яких може бути дуже різним. Найчастіше в нього входять подрібнена цибуля шалот, часник, перець чилі, куркума, коріандр, сік тамаринду, нерідко — ріпчаста цибуля, чорний перець, креветкова паста і пальмовий цукор. Крім цього, в серунденг часто додаються дроблені зерна арахісу. Об'єм смакових добавок також може значно варіюватися, проте він у будь-якому разі значно поступається обсягу основного інгредієнта — кокосової стружки.
Змішана зі спеціями, кокосова стружка протягом 10—15 хвилин обсмажується на розпеченій сковороді без рослинної олії, рідше — з невеликою кількістю рослинної олії. В останньому випадку в олії нерідко попередньо просмажується додатковий набір спецій — таких, як альпінія звичайна, куркума, лавр індійський, листя кафрського лайму, перець чилі.
У готовому вигляді серунднг має досить суху та розсипчасту консистенцію. Його колірні відтінки залежать від використаних спецій: так, значна кількість куркуми надає кокосовій стружці жовто-жовтогарячий колір, перцю чилі, креветкової пасти або пальмового цукру — червонуватий, соку тамаринду — коричневий. Смак готової приправи — також залежить від набору спецій — може варіювати від солодкувато-пряного до гострого. Подрібнений арахіс зазвичай робить серунднг хрусткішим і, одночасно, трохи олійнішим.

## Застосування

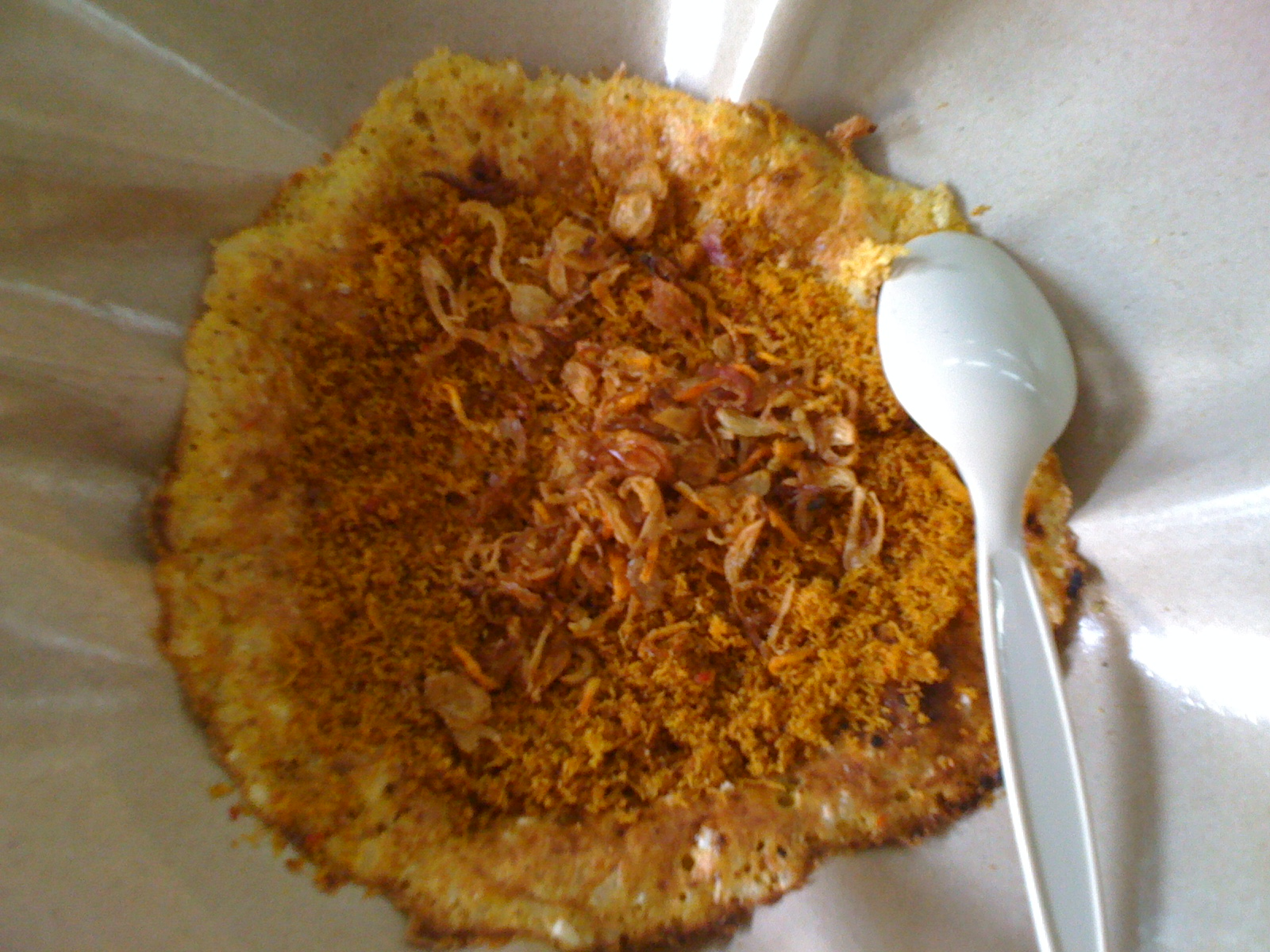
Керак-телор, посипаний серунденгом у суміші зі смаженою цибулею

Готовий серунденг може досить довго зберігатися при кімнатній температурі: поміщений у щільно закриту ємність, він зберігає свої смакові якості близько двох тижнів. Смажена зі спеціями кокосова стружка використовується як приправа до багатьох готових страв: особливо часто нею посипають варений рис та різні страви на рисовій основі, а також супи, які дуже популярні на Яві. Вона служить неодмінним доповненням до гепуку — традиційної сунданської яловичої печені, а також до такого джакартського кулінарного спецалітету, як керак-телор, який являє собою подобу омлету з начинкою з клейкого рису і сирої кокосової стружки: відразу після завершення смаження ці страви рясно посипається серунденгом. Іноді серунденг подають як приправу до однієї з найпопулярніших страв індонезійської кухні — мініатюрних шашличків сате.
Крім того, серунденг нерідко слугує додатковим інгредієнтом при готуванні страв з різних продуктів, у тому числі з м'яса, курятини, риби, креветок, тофу. Як правило, він у великій кількості додається до сковороди після попереднього просмажування основних продуктів в олії або якомусь соусі, після чого смаження триває ще досить довго. Готова страва в таких випадках зазвичай також називається серунденгом з відповідним уточненням — «м'ясний серунденг», «креветковий серунденг» (індонез. serundeng daging, serunderng udang). У різних місцевостях Індонезії склалися свої традиційні рецепти подібних страв. Так, кулінарним спеціалістом Джакарти є серунденг з темпе, а центральнояванського округу Рембанг — серунденг з дрібної риби сімейства анчоусових. У провінції Ріау популярний серуденг з коров'ячого гороху, а на Східному Калімантані — з акліматизованої там мозамбіцької тиляпії.